# Poslanska skupina nepovezanih poslancev
Poslanska skupina nepovezanih poslancev je naziv za poslansko skupino, sestavljeno iz poslancev, ki izstopijo iz drugih poslanskih skupin ali pa njihova poslanska skupina razpade.  

## Sestava

#### 4. državni zbor Republike Slovenije
Poslanska skupina je nastala 26. februarja 2007, ko je zaradi nesoglasij v LDS to stranko zapustilo veliko število poslancev, med njimi dr. Matej Lahovnik, Majda Širca, Cveta Zalokar Oražem, Pavel Gantar in drugi. 12. oktobra istega leta se je poslanska skupina nepovezanih poslancev preimenovala v poslansko skupino Zares.

#### 5. državni zbor Republike Slovenije
Poslanska skupina je bila ustanovljena 9. novembra 2010; ustanovni člani so bili Andrej Magajna, Vili Rezman in Franc Žnidaršič.

#### 7. državni zbor Republike Slovenije
Poslanska skupina je bila ustanovljena leta 2014; njeni člani so bili  
- Bojan Dobovšek - vodja (prestopil iz SMC)
- Alenka Bratušek (razpadla PS ZaAB)
- Mirjam Bon Klajnšček (razpadla PS ZaAB)
- Franc Laj (prestopil iz SMC)

#### 8. državni zbor Republike Slovenije
Poslanska skupina je bila ustanovljena 30. marca 2021.
- Janja Sluga - vodja (prestopila iz SMC)
- Jurij Lep - namestnik vodje (prestopil iz DeSUS)
- Igor Zorčič (prestopil iz SMC)
- Branislav Rajić (prestopil iz SMC, 16. decembra 2021 prestopil v SAB)

#### 9. državni zbor Republike Slovenije
Poslanska skupina je bila ustanovljena februarja 2025. Prvotno je bilo načrtovano, da se bo imenovala Poslanska skupina Demokrati, vendar je predsednica DZ Urška Klakočar Zupančič odločila, da se tako ne more imenovati, saj da bi se lahko le, če bi bili vsi trije člani izvoljeni na listi ene stranke.
- Anže Logar - vodja (prestopil iz SDS)
- Eva Irgl - namestnica vodje (prestopila iz SDS)
- Tine Novak (prestopil iz Svobode)